# Ludwig Preller (filolog)
Ludwig Preller, född den 15 september 1809 i Hamburg, död den 21 juni 1861, var en tysk religionshistoriker och fornforskare.
Preller blev 1838 professor i klassisk filologi vid Dorpats kejserliga universitet och 1847 överbibliotekarie i Weimar. Hans mest betydande arbeten är Griechische Mythologie (1854; 4:e upplagan 1887) och Römische Mythologie (1858; 3:e upplagan 1881, utgiven av Henri Jordan).